# Den brokiga vävnaden
Den brokiga vävnaden (originaltitel: The Painted Veil) är en amerikansk romantisk dramafilm från 1934 i regi av Richard Boleslawski. Filmen är baserad på romanen Den brokiga vävnaden från 1925 av W. Somerset Maugham.

## Handling
Katrin (Greta Garbo) gifter sig med forskaren och läkaren Walter Fane (Herbert Marshall) och reser med honom till Kina. Walter ägnar mycket tid åt sin forskning, och den uttråkade Katrin inleder en affär med Jack (George Brent). När Walter upptäcker detta tvingar han Katrin att resa med honom till en stad drabbad av kolera.

## Rollista i urval
- Greta Garbo – Katrin Koerber Fane
- Herbert Marshall – Dr. Walter Fane
- George Brent – Jack Townsend
- Warner Oland – General Yu
- Jean Hersholt – Herr Koerber
- Bodil Rosing – Frau Koerber
- Katharine Alexander – Mrs. Townsend
- Albert Conti – Captain